# Alte Kirche von Tampere

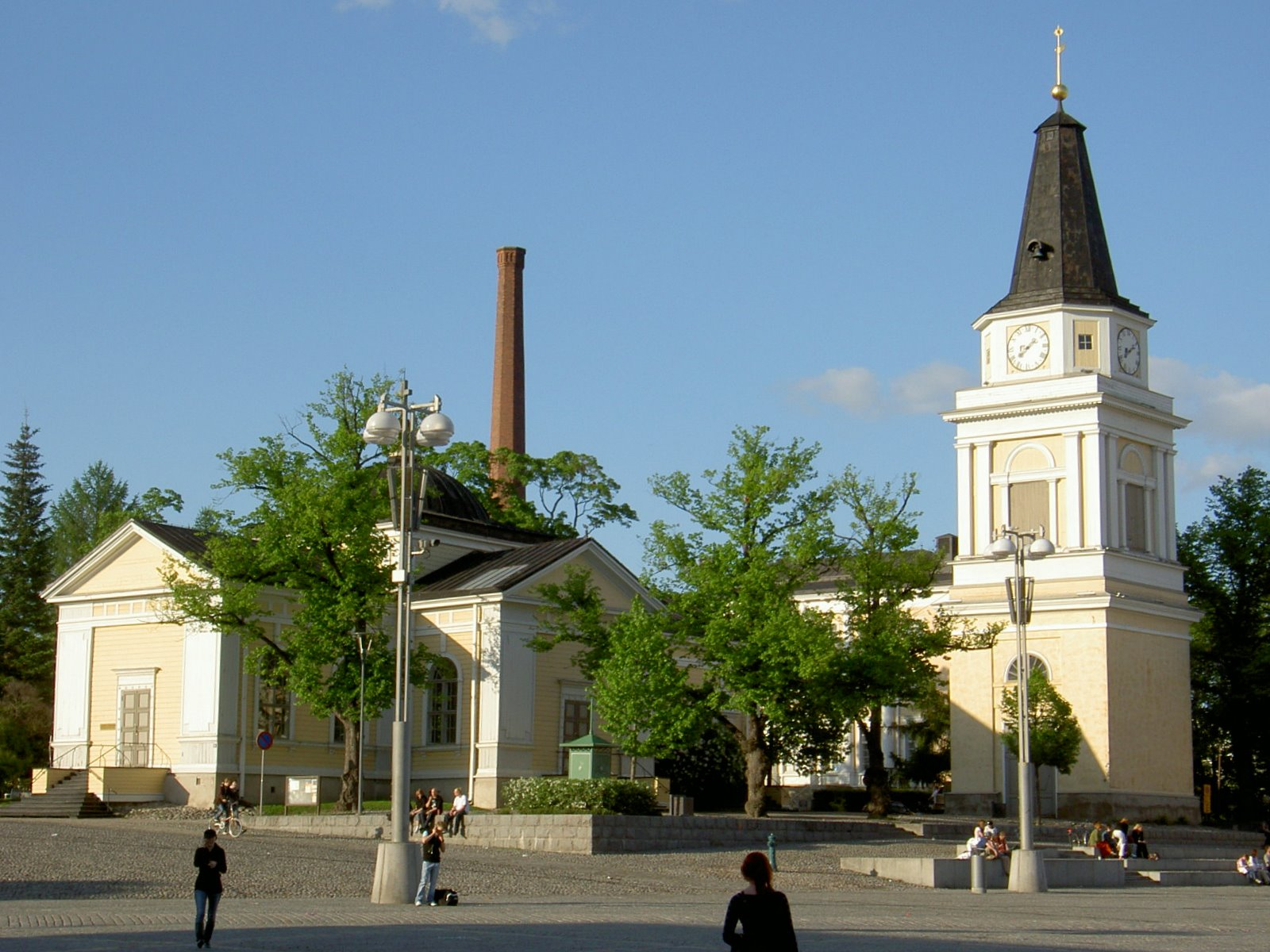
Die Alte Kirche von Tampere

Die evangelisch-lutherische Alte Kirche von Tampere (finnisch Tampereen Vanha kirkko) ist eine von Charles Bassi entworfene kreuzförmige Holzkirche in Tampere, Finnland. Sie wurde 1824 errichtet und 1825 eingeweiht. Sie war die erste Kirche der Stadt. Der Glockenstapel wurde von Carl Ludwig Engel entworfen und 1828 erbaut. Die Kirche wird von der schwedischsprachigen Gemeinde Tamperes genutzt.
Die Kirche wurde in den 1950er Jahren renoviert und im ursprünglichen Stil wiederhergestellt.